# Thomas Wolter
Thomas Wolter (1963. október 3. –) egykori egyszeres Német válogatott labdarúgó, jelenleg a Werder Bremen II vezetőedzője.

## Pályafutása

### Klub
1984-ben a HEBC Hamburg klubjától került a Werder Bremen együtteséhez. Az első szezonjában kevés játék lehetőséghez jutott, de a következő években egyre meghatározóbb játékosa lett a klubnak. Egész profi pályafutása alatt a brémai klubban szerepelt. 1998-ban 35 évesen vonult vissza több mint 400 mérkőzéssel a háta mögött és több kupacímmel. 2002-től a Werder Bremen tartalék csapatát irányítja.

### Válogatott
1992. december 16-án a Brazil labdarúgó-válogatott elleni barátságos mérkőzésen lépett elsőnek és utoljára pályára a válogatott színeiben. A mérkőzést Porto Alegrében rendezték meg és 3-1-es vereséget szenvedtek a németek.

## Sikerei, díjai
- Bundesliga: 1987–88, 1992–93
- Német kupa: 1990–91, 1993–94; Döntős 1988–89, 1989–90
- Német szuperkupa: 1988, 1993, 1994; Döntős 1991
- UEFA-kupa: 1991–92